# Roignais
Il Roignais (2.995 m s.l.m.) è la montagna più alta delle Alpi del Beaufortain nelle Alpi Graie. Si trova nel dipartimento francese della Savoia sopra l'abitato di Bourg-Saint-Maurice.